# 홀리스톤 콜먼
홀리스톤 콜먼(Holliston Coleman, 1992년 6월 30일 ~ )은 미국의 배우, 텔레비전 배우, 영화배우이다.
패서디나에서 태어났다.

## 영화
- 로보사피엔: 리부티드 (2013년) - 매건 역
- 릴로와 스티치 2 (2005년) - 아레카 목소리 역
- 고스트 앤 크라임 (2005년)
- 캐롤 크리스마스 (2003년)
- 하드 캐쉬 (2002년)
- 디너 위드 프렌즈 (2001년)
- 블레스 더 차일드 (2000년)
- 슈터 (1999년)